# 渡部俊樹
渡部 俊樹（わたなべ としき、9月8日 - ）は、日本の男性声優。東京都出身。アクセント所属。

## 経歴
ディズニー作品がきっかけで声優になろうと思ったという。
KTC中央高等学院（現おおぞら高等学院）、映像テクノアカデミア（閉校）卒業。

## 人物
趣味はカラオケ、フィギュア収集。特技はダンス、ラテアート、カクテル作り。

## 出演
太字はメインキャラクター。

### テレビアニメ
2018年
- 中間管理録 トネガワ（黒服2）
- レイトン ミステリー探偵社 〜カトリーのナゾトキファイル〜（レスター）
- バキ（試験官）
- 銀魂.（岡っ引き）

2019年
- 八月のシンデレラナイン（藤浦シニア選手）
- かつて神だった獣たちへ（上官）

2022年
- ルパン三世 PART6（オークショニア）
- サマータイムレンダ（網代透、島民）
- ニンジャラ（司会者）

2023年
- 七つの大罪 黙示録の四騎士（2023年 - 2024年、村人、市民、聖騎士、衛兵、タレット、エスカノール） - 2シリーズ

2024年
- 外科医エリーゼ（給仕）
- 黒執事 -寄宿学校編-（エドガー・レドモンド）

2025年
- キミとアイドルプリキュア♪（蒼風一）
- アラフォー男の異世界通販（客C、客B）
- 俺は星間国家の悪徳領主!（トーマスの部下）

### 劇場アニメ
- PEACE MAKER 鐵（2018年、隊士）
- 囀る鳥は羽ばたかない The clouds gather（2020年、殺し屋）

### Webアニメ
- おでかけ子ザメ（2023年 - 2024年、工事のお兄さん、パインさん、ラジオ体操のお兄さん、お兄さん、ユタカのおじさん、パパ、おじいさん、店主、からかさ小僧、スターター）
- Duel Masters LOST 〜追憶の水晶〜（2024年、ヒカル）

### ゲーム
- コードギアス 反逆のルルーシュ ロストストーリーズ（2022年）
- モンスターハンターワイルズ（2025年）

### 吹き替え

#### 映画
- AWAKE/アウェイク
- アルカトラズからの脱出（クラレンス・アングリン〈ジャック・チボー（英語版）〉） ※Netflix版
- 88ミニッツ（マーヴィン）
- キング・オブ・ペキン 〜父と子の物語〜
- ゴジラ キング・オブ・モンスターズ（アッシャー〈ジョナサン・ハワード〉）
- 最悪の選択（ドナルド〈コナー・マッキャロン〉）
- ザ・スイッチ（フィル〈マグナス・ディール〉）
- シカゴ7裁判
- シルバラード（ジェイク〈ケビン・コスナー〉） ※Netflix版
- 信じる者とよそ者（英語版）（ホバモック〈タタンカ・ミーンズ（英語版）〉）
- ZOOMBIE ズーンビ（英語版）（AJ〈アーロン・グローベン〉）
- ストーリー・オブ・マイライフ/わたしの若草物語（フリードリヒ・ベア〈ルイ・ガレル〉）
- ソーシャル・ロマンス（英語版）（フェルナンド〈リコ・レブロン〉）
- ソニック・ザ・ムービー/ソニック VS ナックルズ（捜査官1[14]）
- トゥルース・オア・デア 〜殺人ゲーム〜
- ハンガーフォード
- ヒトラーの忘れもの（ヨハン・ヴォルフ〈ユリウス・コチンケ〉）
- ペンタゴン・ペーパーズ/最高機密文書（アンソニー・エッセイ〈ザック・ウッズ〉）
- マックス・スティール（録音音声 他）
- マヤの秘密
- LION/ライオン 〜25年目のただいま〜
- ライ麦畑で出会ったら
- ROMA/ローマ
- ロスト・ドーター（ウィル〈ポール・メスカル〉）
- ロニートとエスティ 彼女たちの選択
- Work It 〜輝けわたし!〜

#### ドラマ
- アップロード 〜デジタルなあの世へようこそ〜（ネイサン・ブラウン〈ロビー・アメル〉[15]）
- Unsolved: 未解決ファイルを開いて（英語版）（シーズ）
- ヴァイキング 〜海の覇者たち〜（ビヨルン〈アレクサンダー・ルドウィグ〉）
- 英国スキャンダル〜セックスと陰謀のソープ事件
- NCIS: ニューオーリンズ（KC）
- GIRLS/ガールズ（バイロン）
- KILLJOYS/銀河の賞金ハンター（イアン）
- 原潜ヴィジル 水面下の陰謀（クレイグ・バーク上等兵曹〈マーティン・コムストン〉、ポーター巡査部長 、ジェイ・コーリ[16]）
- サブリナ: ダーク・アドベンチャー（ビリー・マーリン〈タイ・ウッド〉、トム・キンクル〈ジャスティン・ドビーズ〉）
- ザ・ロイヤルズ（ブランドン・ブーン〈トーマス・クリスチャン〉）
- 三国志〜趙雲伝〜（馬慶〈譚学亮〉、徐盛、夏侯淵）
- シカゴ P.D.
- 私立探偵マグナム（Dr.イーサン・シャー〈ジェイ・アリ〉）
- セックス・エデュケーション（アダム・グロフ〈コナー・スウィンデルズ（英語版）〉）
- ハード・サン 滅亡の機密ファイル（英語版）（クリス・チャペル〈ジェイミー・サイブス〉）
- BELOW THE SURFACE 深層の8日間（シーラス〈アラン・ハイド（英語版）、ラーミ）
- フランケンシュタイン・クロニクル（バーチャー）
- ホークアイ（イヴァン・ヴァイオニス〈アレクス・ポーノヴィッチ（英語版）〉）
- MACGYVER/マクガイバー
- マクマフィア（グリゴリー・ミーシン〈ダニーラ・コズロフスキー〉）
- マッドメン6（グレン）
- 浪漫ドクター キム・サブ（チョン・インス〈ユン・ナム（朝鮮語版）〉、オ記者、精神科医）

#### アニメ
- アダムス・ファミリー（ビル）
- ティーンエイジ・ミュータント・ニンジャ・タートルズ（ナポレオン・ボナフロッグ）

### 特撮
- 特命戦隊ゴーバスターズ（怪人の声）

### ボイスオーバー
- アースクウェイクオンエベレスト
- 動物トリビア大公開

### シリーズ一覧
1. ↑  第1期（2023年 - 2024年）、第2期（2024年）